# Juan Barjola
Juan Barjola   (Torre de Miguel Sesmero, 19 de setembre de 1919 - Madrid, 21 de desembre de 2004) fou un pintor espanyol pertanyent al corrent de l'expressionisme representatiu. Els seus primers estudis artístics els realitza en l'Escola d'Arts i Oficis de Badajoz, passant més tard a la de Madrid i Escola de Belles Arts de San Fernando.
El 1960 obté una beca d'estudi de la Fundació Juan March que li permet viatjar a París i Bèlgica. El 1985 va obtenir el Premi Nacional d'Arts Plàstiques. El 1988 es va inaugurar a Gijón un museu que reuneix gran part de la seva obra.